# Vince Neil

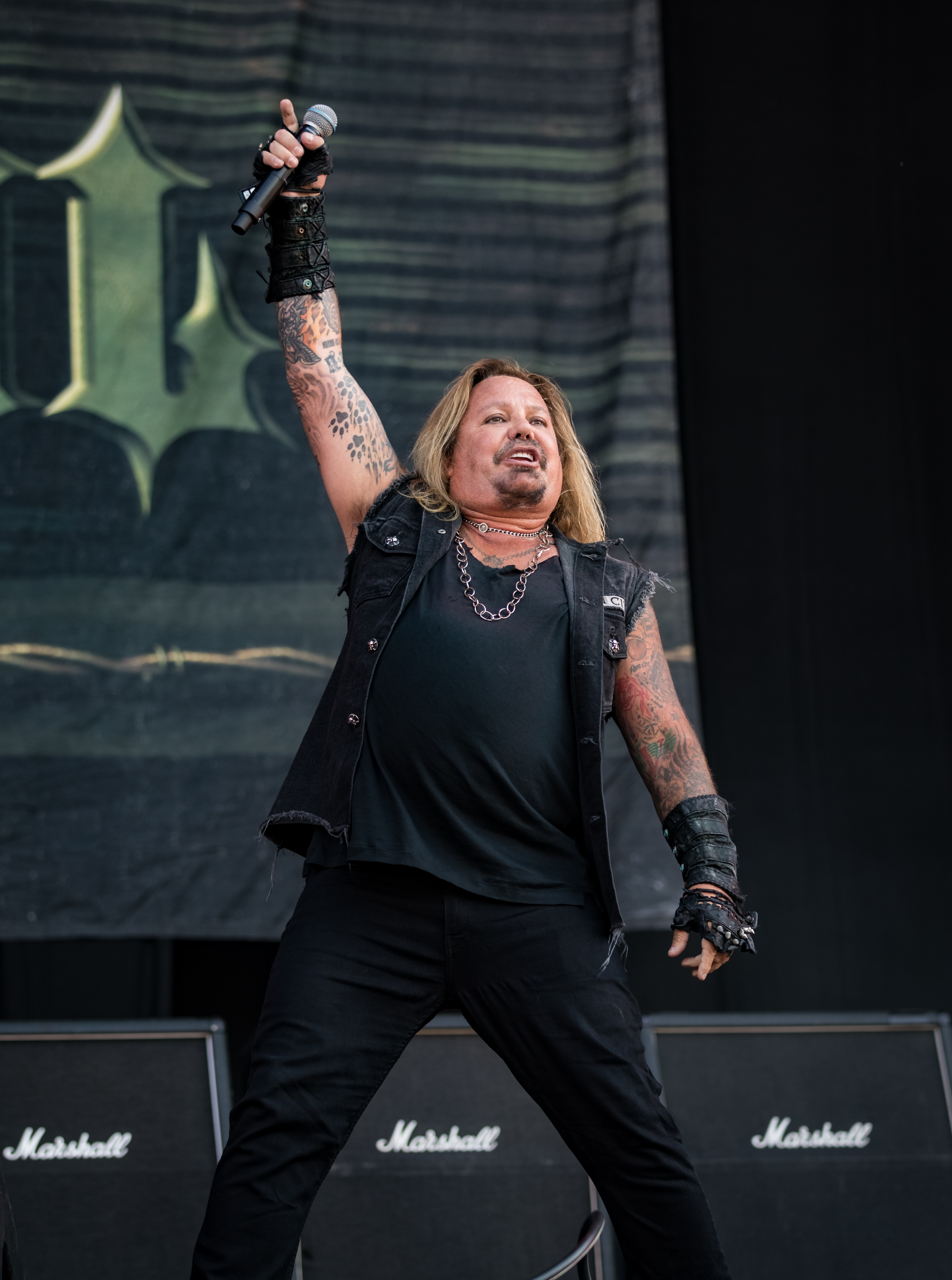
Vince Neil (2018)

Vincent Neil Wharton (* 8. Februar 1961 in Hollywood, Los Angeles, Kalifornien) ist ein US-amerikanischer Musiker und Sänger der Glam-Metal-Band Mötley Crüe.

## Jugend
Vince Neil wurde als Sohn von Clois Odell Wharton, genannt Odie, und Shirley Wharton, geborene Ortiz, geboren. Sein Vater war halb indianischer Abstammung, stammte aus Paris, Texas und war Automechaniker für Polizeiwagen. Seine Mutter hatte mexikanische Wurzeln und kam aus New Mexico. Seine Schwester, Valerie Wharton Saucer, ist sechzehn Monate jünger als er. Während der 1960er Jahre zog seine Familie quer durch Südkalifornien von Inglewood nach Watts, bevor sie sich endgültig in Glendora niederließ. Als die Familie für einige Zeit in dem Stadtteil Compton lebte, hatte Vince Neil die beiden rivalisierenden Straßengangs Crips und AC Deuceys als Nachbarn. Von vier Gangmitgliedern wurde Neil seines Taschengelds beraubt, indem eines der Gangmitglieder ihm mit einem Messer die Wange und das Kinn aufschlitzte. Neil besuchte die Sunflower Intermediate School, später die Royal Oak High School, wo er auch erstmals Tommy Lee traf. Neil bekam wegen verschiedener Auseinandersetzungen und Drogenmissbrauchs auf dem Schulgelände Schwierigkeiten und wurde schließlich der Schule verwiesen. Neben der Musik interessierte er sich in seiner Jugend für das Surfen, Basketball, Baseball, Football und Wrestling.
Vince Neil ist Legastheniker. Nachdem Vince Neil in Compton als Schüler nachmittags mit vier Freunden heimlich in ein Lagerhaus für Strandsouvenirs eingestiegen war und dort Rucksäcke voll mit Artikeln wie Muscheln und Korallenketten entwendet hatte, verkaufte er die gestohlenen Gegenstände auf der Straße weiter. Von dem Geld kaufte sich Neil seine erste Musikkassette, das Album Cloud Nine der Soul-Band The Temptations von 1969. Auf diese Weise entdeckte der Jugendliche die Soul-Musik für sich und wurde Fan von Al Green, The Spinners und The Four Tops. Solche im Gospel verwurzelten Künstler waren in jener Siedlung, in der Neil aufwachsen musste, beliebte Ghetto-Musik. Ferner verdiente sich Neil etwas Geld, indem er einzelne herausgerissene Seiten aus einem Taschenbuch mit pornografischen Fotos, das er zufällig auf der Straße fand, auf dem Schulhof für je 25 Cent verkaufte, bis Neil deswegen für einige Tage von der Schule suspendiert wurde.

## Bands

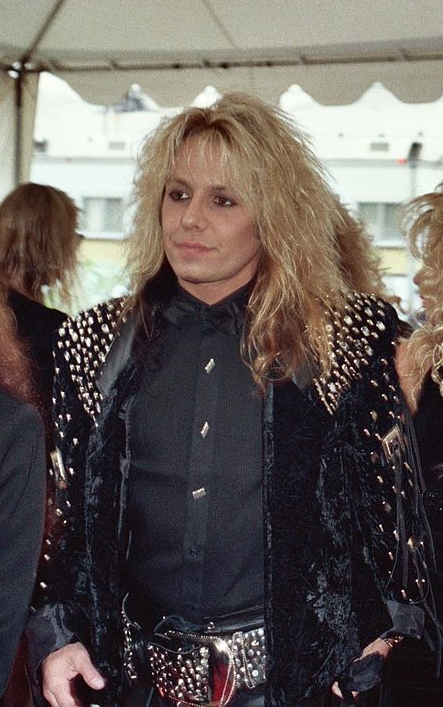
Vince Neil (1990)

### Rockandi
Erste Erfahrungen sammelte Neil als Sänger in einer lokalen Band namens Rockandi, die von James Alverson (Gitarre) gegründet wurde, und zu der neben Neil noch der Schlagzeuger Robert Stokes und der Bassist Joe Marks gehörten. Die eigenwillige Schreibweise des Bandnamens war dabei bewusst gewählt. Bei einem Auftritt von Rockandi wurde Neil von Tommy Lee und Nikki Sixx für Mötley Crüe engagiert.

### Mötley Crüe
Als Nikki Sixx 1980 für seine Band Mötley Crüe, zu der zu dieser Zeit schon Mick Mars und Tommy Lee gehörten, nach Ersatz für den ausgestiegenen Sänger Greg Leon suchte, machte Lee ihn auf Neil aufmerksam. Sie sahen sich ein Konzert von Rockandi an und boten Neil den Job an. Der lehnte zunächst ab, änderte aber seine Meinung, als die übrigen Mitglieder von Rockandi beschlossen, sich zukünftig mehr in Richtung New Wave zu orientieren. Er stieß 1981 zu Mötley Crüe und komplettierte das Quartett.
Neil nahm vor dem Beginn seiner Solo-Karriere fünf Alben mit Mötley Crüe auf, nämlich Too Fast for Love (1981), Shout at the Devil (1983), Theatre of Pain (1985), Girls, Girls, Girls (1987) und Dr. Feelgood (1989).
Im Dezember 1984 besuchten ihn Mitglieder der Band Hanoi Rocks während ihrer Tour durch die USA in seinem Haus in Los Angeles. Als das Bier ausging, fuhr er mit Razzle (bürgerlich Nicholas Charles Dingley), dem Schlagzeuger von Hanoi Rocks, mit 1,7 Promille stark alkoholisiert in seinem grellroten Sportwagen der Marke Ford Pantera zu einem Schnapsladen. Auf dem Rückweg stieß Neil als Fahrer in einem hügeligen Stadtviertel auf nasser und gewundener Küstenstraße mit einem entgegenkommenden Auto zusammen. Razzle war sofort tot. Neil flüchtete und wurde wegen fahrlässiger Tötung angeklagt. Er musste Schadensersatzzahlungen von 2,6 Millionen Dollar an die Opfer leisten sowie eine Haftstrafe von 30 Tagen und 200 Stunden gemeinnützige Arbeit auf sich nehmen. Um die Sozialstunden abzuleisten, besuchte Vince Neil mehrere Schulen und hielt dort Vorträge über die Gefahren von Alkohol und Drogen. In der Haft, die direkt nach der Tournee zu dem Mötley-Crüe-Album Theatre of Pain begann und die Vince Neil in einem Gefängnis in der kalifornischen Stadt Torrance antrat, musste der Rockmusiker anderen Häftlingen das Essen in der Zelle servieren, Zellen sauber machen und Polizeiwagen waschen. Wegen guter Führung durfte Neil das Gefängnis bereits nach 19 Tagen wieder verlassen.
Während einer Japan-Tournee mit Mötley Crüe im Zuge der Veröffentlichung des Albums Girls, Girls, Girls 1987, bei der das Quartett dreimal im Budokan auftrat, geriet Vince Neil in einem Roppongi-Restaurant in der Hauptstadt Tokio mit vier Mitgliedern der Yakuza in Streit, als Neil vollkommen betrunken deren Tisch mit beiden Händen packte und umwarf, woraufhin ihn die Yakuza-Männer mit gezogenen Pistolen bedrohten. Später nahm Neil die Freundin eines Yakuza-Mitglieds für Sex mit auf sein Zimmer, aus Rache dafür stahl ihm die Yakuza-Gang eine teure Armbanduhr der Marke Rolex.
Nachdem die Band 1991 das Greatest-Hits-Album Decade of Decadence veröffentlichte, ging sie erneut ins Studio, um den Nachfolger zu Dr. Feelgood einzuspielen. Während der Sessions zu diesem Album kam es zu Streitigkeiten, und Neil verließ die Gruppe, er wurde durch John Corabi ersetzt. Infolge der Trennung verklagte er seine drei ehemaligen Bandkollegen auf 25 Prozent ihrer zukünftigen Einkünfte und auf Schadenersatz. Neil kehrte nach dem vorläufigen Ende seiner Solokarriere 1997 als Sänger auf Vertragsbasis zur Crüe zurück, wird aber weiterhin zu einem Viertel an allen Einnahmen beteiligt.
In der Filmbiographie The Dirt – Sie wollten Sex, Drugs & Rock’n’Roll (2019) über Mötley Crüe wird er von Daniel Webber gespielt.

## Solo-Karriere
Weil die übrigen Bandmitglieder Neils Aktivitäten außerhalb der Gruppe nicht mehr duldeten, wurde er gefeuert. Nach seiner Entlassung von Mötley Crüe startete er eine Solo-Karriere. Der größte Coup bei der Zusammenstellung seiner Band war die Verpflichtung des Billy-Idol-Gitarristen Steve Stevens; weitere Mitglieder der Gruppe waren Dave Marshall, Robbie Crane und Vik Foxx.

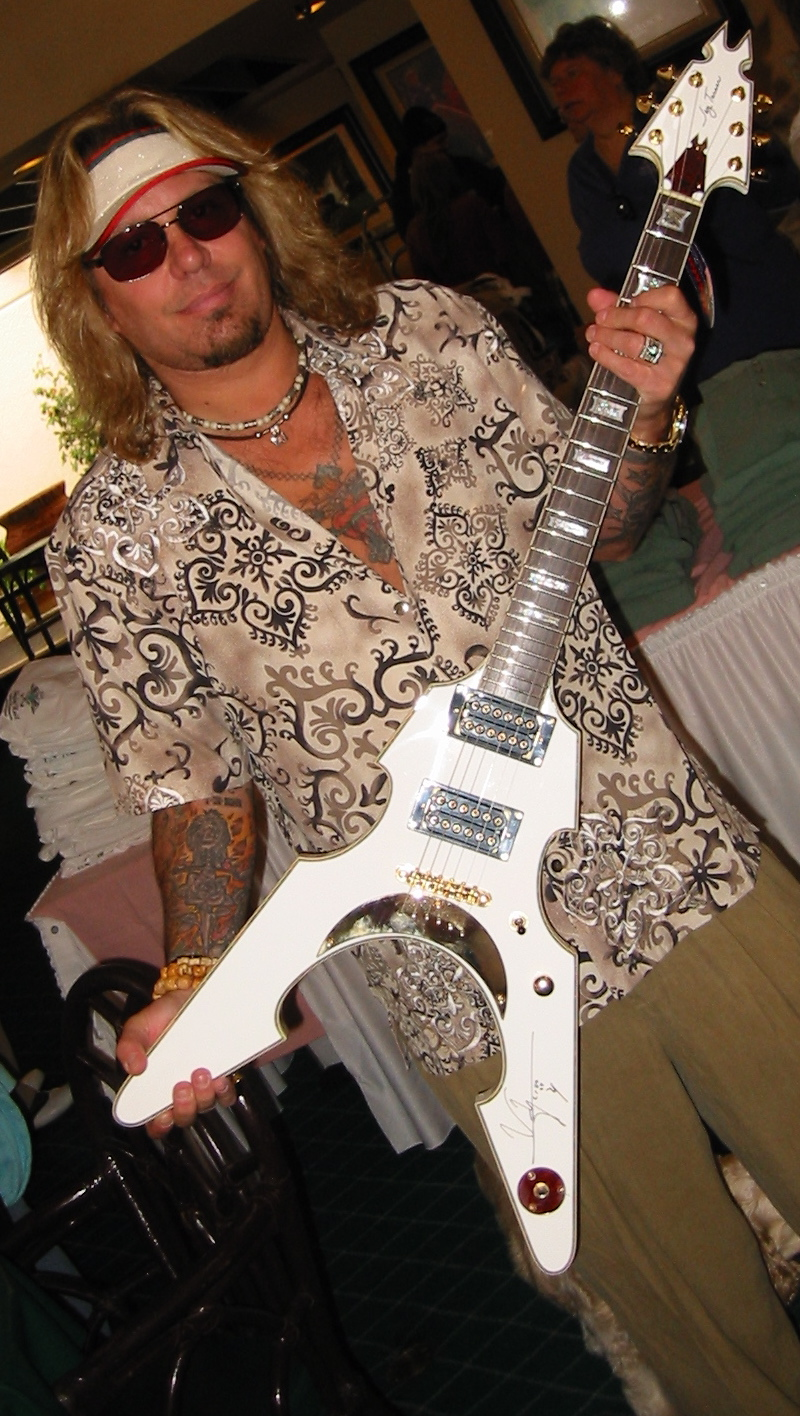
Vince Neil (2005)

1992 erschien der Soundtrack zum Film Encino Man (deutscher Titel: Steinzeit Junior), auf dem der Titel You're Invited (But Your Friend Can't Come) enthalten war, der von Vince Neil, Jack Blades und Tommy Shaw geschrieben worden war. Am 27. April 1993 veröffentlichte Warner Brothers Records das Album Exposed, das auf Platz 13 der Billboard 200 einstieg und sich 13 Wochen in den US-Charts hielt. In Deutschland reichte es nur für Platz 96. Die Titel Sister of Pain und Can't Change Me wurden als Singles ausgekoppelt, außerdem enthielt das Album das Sweet-Cover Set Me Free. Auf der Maxi-CD zu Sister of Pain wurde außerdem eine Coverversion des Rod-Stewart-Songs Blondes Have More Fun sowie von I Wanna be Sedated (Ramones) veröffentlicht. Die Band tourte als Vorgruppe für Van Halen durch die USA.
Dem zweiten Solowerk, Carved in Stone, das am 4. August 1995 erschien, war nicht so viel Erfolg beschieden. Stevens hatte die Band verlassen und war durch Brent Woods ersetzt worden, Vince Neil hatte das Album zusammen mit The Dust Brothers produziert und klanglich in eine andere Richtung gebracht: Industrial-Klänge dominierten die CD, das Album fuhr kaum positive Kritiken ein. Stephen Thomas Erlewine schrieb: Neil experimentiert mit Hip-Hop und Industrial und hat ein Album abgeliefert, das weder einem imaginären neuen Publikum, noch seinen alten Fans gefallen wird. Das Album hat seine Momente, und zwar immer dann, wenn Neil bei seinem bewährten Drei-Akkord-Sleaze-Metal bleibt. Im Großen und Ganzen ist das Album aber ein Reinfall. Die in Deutschland veröffentlichte Ausgabe von Carved in Stone enthielt zwei Coverversionen, nämlich Lust for Life von Iggy Pop und 25 or 6 to 4 der Gruppe Chicago.
Carved in Stone debütierte auf Platz 139 der Billboard 200 und verschwand in der Folgewoche sofort wieder aus den Charts. Neils Karriere als Solokünstler verlief danach langsam, aber sicher im Sande, und 1997 kehrte er zu Mötley Crüe zurück.
Am 27. Mai 2003 erschien nach einer Clubtour das Live-Album Live at the Whisky – One Night Only, das aber ausschließlich Songs von Mötley Crüe enthält.
2010 ging Neil wieder ins Studio, um eine Solo-CD aufzunehmen. Tattoos & Tequila enthält fast ausschließlich Coverversionen, u. a. von Elton John (Bitch Is Back), den Scorpions (Another Piece of Meat), Cheap Trick (He’s a Whore) oder Aerosmith (Nobody’s Fault), außerdem ein bisher unveröffentlichtes Stück von Mötley Crüe: Another Bad Day, das bei den Sessions zum Album New Tattoo (2000) übrig blieb. Lediglich Tattoos And Tequila ist ein Neil-Original. Neils Band besteht aus dem Bassisten Dana Strum, dem Gitarristen Jeff Blando (beide von der Band Slaughter), sowie dem Schlagzeuger Zoltan Chaney. Außerdem wirkten Marti Frederiksen und Jack Blades als Musiker und Produzenten an dem Album mit. Tattoos & Tequila stieg eine Woche nach Veröffentlichung in den USA am 30. Juni 2010 auf Platz 57 der Billboard 200 ein, außerdem erreichte das Album in der ersten Woche folgende Platzierungen in anderen US-Charts: Platz 14 der Rockcharts, Platz 6 der Hardrock-Charts und Platz 7 der Independent-Charts.

## Andere Aktivitäten
Neben seinen Aktivitäten mit Mötley Crüe war Neil jedoch stets auch außerhalb der Band aktiv. 1986 beteiligte er sich am Hear-’n-Aid-Projekt von Ronnie James Dio und spielte die Single Stars als Background-Sänger mit ein. 1990 spielte er den Musiker Bobby Black in dem Film Ford Fairlane – Rock ’n’ Roll Detective (The Adventures of Ford Fairlane). Der Film ist in Deutschland auf DVD veröffentlicht worden, hat aber keine Jugendfreigabe. 2004 spielte Neil einen Tätowierer in einer Folge der US-TV-Serie Still Standing, und zuletzt wirkte er in der Serie Bones – die Knochenjägerin (Folge: Der Anfang vom Ende) mit und spielte sich selbst.
2005 produzierte VH-1 die Reality-Show Remaking Vince Neil, bei der Neil sich u. a. einer kosmetischen Operation unterzog. Ausgehend von seiner damaligen Adipositas wurde er mithilfe eines persönlichen Trainers fit gemacht, erhielt Modetipps, eine neue Frisur und nahm schließlich einen neuen Song mithilfe von Desmond Child auf. Promise Me, das Ergebnis der Zusammenarbeit mit dem Produzenten, der die großen Hits von Bon Jovi, Alice Cooper und anderen Größen des Rockgeschäfts produziert hatte, wurde jedoch nur auf iTunes und lediglich in den USA veröffentlicht und war außerdem bloß für kurze Zeit erhältlich.
In den 1990er Jahren war Neil als Rennfahrer in der Indy-Lights-Serie aktiv. Er berichtete, dass er die Fahrt in einem Rennwagen als Geschenk bekommen hatte und soviel Gefallen daran fand, dass er danach regelmäßig Stunden kaufte, um Rennen fahren zu können. Später landete er als lizenzierter Fahrer in der Rennserie und nahm häufig an Prominentenrennen teil.
Neil ist Gründer des Skylar Neil Foundation, einer Stiftung, die sich besonders dem Kampf gegen Kinderkrebs widmet. Neil gründete sie 1995 nach dem Krebstod seiner Tochter Skylar. Bekannt ist das jährlich stattfindende Skylar Neil Memorial Golf Tournament, zu dem Neil viele Prominente einlädt und so Spenden für die Stiftung sammelt.
Zurzeit besitzt er eine kleine Charter-Fluglinie (Vince Neil Aviation), betreibt ein Tattoo-Studio in Las Vegas und ist Betreiber von Feelgoods Bar and Grill (6750 West Sahara, Las Vegas) das seinen Namen dem erfolgreichsten Album von Mötley Crüe (Dr. Feelgood) entliehen hat. Außerdem vertreibt er Tres Rios Tequila. Am 16. September 2010 erschien Neils Autobiographie mit dem Titel Tattoos & Tequila – To Hell and Back with One of Rock’s Most Notorious Frontmen, die er zusammen mit dem Journalisten Mike Sager geschrieben hat.
Am 27. Juni 2010 wurde Neil in Las Vegas wegen des Verdachts des Fahrens unter dem Einfluss berauschender Mittel (DUI) festgenommen und gegen eine Kaution von 2000 Dollar auf freien Fuß gesetzt. Am 26. Januar 2011 wurde er zu einer 15-tägigen Haftstrafe mit anschließendem ebenso langen Hausarrest und einer zusätzlichen Geldstrafe in Höhe von 585 US-Dollar verurteilt, nachdem er sich schuldig bekannt hatte. Ort der Haft war das Clark County Detention Center in Las Vegas; Neil wurde wegen guter Führung bereits nach zehn Tagen in den Hausarrest entlassen.

## Familie

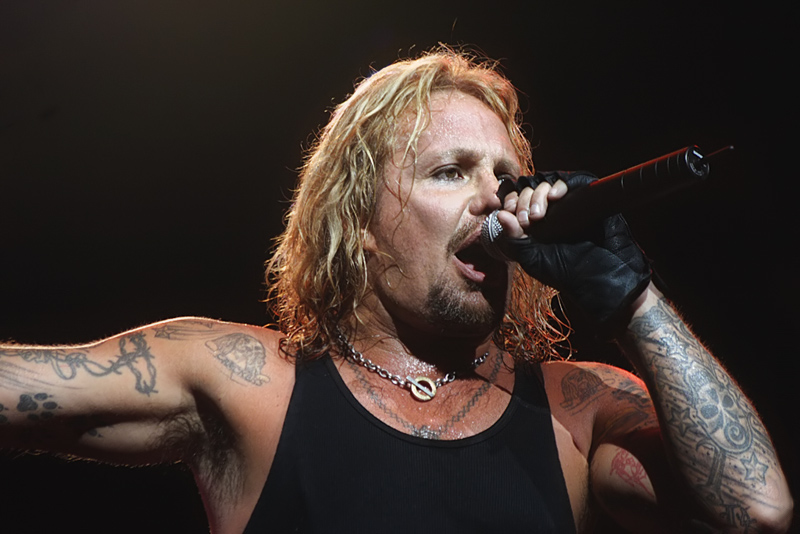
Live mit Mötley Crüe (2007)

Vince Neil hat mit einer seiner Ex-Freundinnen einen Sohn, Neil Jason Wharton, der am 3. Oktober 1978 geboren wurde, als Vince Neil gerade mal 17 Jahre alt war und noch die High School besuchte. 1981 heiratete Neil zum ersten Mal, nämlich Beth Lynn, mit der er eine gemeinsame Tochter (Elizabeth Ashley, * 29. Oktober 1983) hat und von der er 1985 geschieden wurde.
Mit seiner zweiten Frau, Sharise Ruddell, die er im April 1987 heiratete, hatte er die gemeinsame Tochter Skylar Lynnae Neil, die am 26. März 1991 geboren wurde. Von Sharise Ruddell ließ Neil sich 1993 scheiden, am 15. August 1995 starb ihre Tochter am sogenannten Wilms-Tumor, einer bei Kindern auftretenden Krebserkrankung der Nieren. In der 2002 im Hannibal-Verlag auf Deutsch erschienenen Mötley-Crüe-Autobiographie The Dirt schildert Vince Neil das Leiden und Sterben seiner Tochter Skylar, der in mehreren Operationen ein sechseinhalb Pfund schwerer Tumor entfernt werden musste, ausführlich auf zwölf Seiten, neben zwei schwarz-weißen Fotos seines Kindes. Außerdem ist der Krankenhausaufenthalt von Tochter Skylar szenischer Bestandteil der Verfilmung des Buchs The Dirt. Nach dem Tod seiner Tochter flammte Vince Neils Trunksucht wieder auf, verbunden mit Medikamentenmissbrauch, weshalb er zuerst in die Betty-Ford-Klinik eingewiesen wurde, die er bereits nach drei Tagen verließ, um eine Therapie zur Trauerbewältigung in der Anacapa-Klinik in Oxnard zu machen.
Im selben Jahr lernte Neil das Playmate Heidi Mark kennen, die Hochzeit folgte am 28. Mai 2000. Im August 2001 reichte sie wegen „unüberbrückbarer Differenzen“ die Scheidung ein, die 2003 vollzogen wurde.
Seit dem 9. Januar 2005 ist Neil mit seiner vierten Frau, Lia Gerardini, verheiratet; das Paar lebt in Las Vegas.

## Solo-Diskografie

### Studioalben
- 1993: Exposed; Warner Bros. Records, 9362-45260-2
- 1995: Carved in Stone; Warner Bros. Records, 9362-45877-2
- 2010: Tattoos & Tequila; Frontiers Records, FR CD 463

### Livealben
- 2003: Live One Night Only

### Singles
- 1992: You're Invited (But Your Friend Can't Come)
- 1993: Sister of Pain
- 1993: Can't Change Me
- 1995: Skylar’s Song
- 2005: Promise Me (nur USA)
- 2010: Tattoos & Tequila

## Auszeichnungen für Musikverkäufe
| Goldene Schallplatte - Japan - 1994: für das Album Exposed |

Anmerkung: Auszeichnungen in Ländern aus den Charttabellen bzw. Chartboxen sind in ebendiesen zu finden.
| Land/RegionAuszeichnungen für Musikverkäufe (Land/Region, Auszeichnungen, Verkäufe, Quellen) | Gold  | Platin | Verkäufe | Quellen    |
| -------------------------------------------------------------------------------------------- | ----- | ------ | -------- | ---------- |
| Japan (RIAJ)                                                                                 | Gold1 | —      | 100.000  | riaj.or.jp |
| Insgesamt                                                                                    | Gold1 | —      |          |            |

## Film und TV
- 1990: Ford Fairlane – Rock ’n’ Roll Detective; DVD: 20th Century Fox Home Entertainment, 2003; (F2-SDE 0184008), FSK: Keine Jugendfreigabe
- 2004: Still Standing (US-TV)
- 2009: Bones – Die Knochenjägerin (Episode Der Anfang vom Ende)